# 프라이빗 브라우징

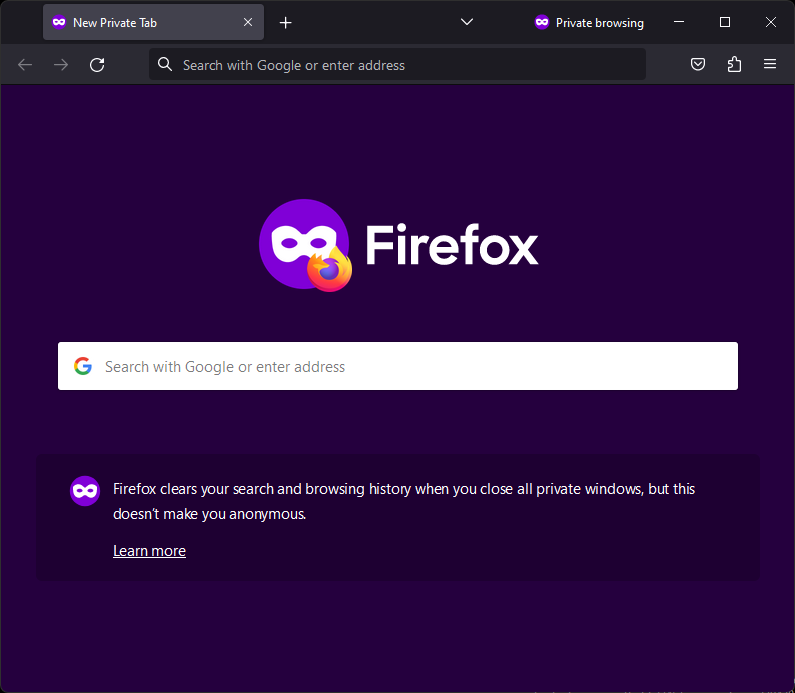
모질라 파이어폭스의 프라이빗 브라우징 모드의 시작 페이지

프라이빗 브라우징(private browsing), 비공개 브라우징, 시크릿 모드(incognito mode), 프라이빗 모드(private mode)는 사용자가 기기에 온라인 활동의 흔적을 남기지 않고 인터넷을 검색할 수 있도록 하는 웹 브라우저에서 사용할 수 있는 기능이다. 이 모드에서 브라우저는 기본 세션 및 사용자 데이터와 별도로 임시 세션을 시작한다. 검색 기록은 기록되지 않으며, 세션이 종료되면 쿠키, 웹 캐시 등 세션과 관련된 로컬 데이터가 삭제된다. 이러한 모드의 주요 목적은 특정 검색 세션의 데이터 및 기록이 장치에 남아 있지 않거나 동일한 장치의 다른 사용자가 액세스하지 못하도록 하는 것이다.
웹 개발에서는 처음 방문자에게 표시되는 페이지를 빠르게 테스트하는 데 사용할 수 있다.
시크릿 브라우징 모드는 다른 웹사이트나 해당 인터넷 서비스 제공업체(ISP)의 추적으로부터 사용자를 반드시 보호하지는 않는다. 또한 운영 체제, 브라우저의 보안 결함 또는 악성 브라우저 확장을 통해 개인 브라우징 세션에서 식별 가능한 활동 추적이 유출될 가능성이 있으며 특정 HTML5 API를 사용하여 동작의 차이로 인해 비공개 브라우징 모드가 있는지 감지할 수 있는 것으로 알려졌다. 이것이 일반적으로 일부 사람들이 개인 브라우징을 가상 사설망으로 착각하는 이유이다.

## 같이 보기
- 다크 웹
- 인터넷 프라이버시
- 웹 브라우저